# Ilhéu de Fora
Ilhéu de Fora (español: Islote de Fuera) (también conocido como Pitón Pequeña) es un islote situado al oeste de Salvaje Pequeña, Islas Salvajes, que forma parte de Madeira, Portugal. Es una isla que tiene una elevación baja, rodeada de bancos de arena que le permiten duplicar su superficie en función de la marea. Tiene una superficie de tan solo 8 hectáreas, y su altura máxima es de 18 metros. Es el territorio portugués más meridional.
Se localiza a 300 kilómetros de Madeira y a 160 de Canarias.

## Fauna y flora
Los islotes tienen una cubierta en su estado natural, ya que estas islas no han sufrido la introducción de plantas o animales. Un hecho interesante es la existencia de un escarabajo endémico de la isleta de Fora, Deuchalion oceanicus  que vive exclusivamente asociado a una planta huésped, que también es endémica, Euphorbia anachoreta.